# ألان أندرسون (عالم عقيدة)
ألان أندرسون (بالإنجليزية: Allan Anderson)‏ هو عالم عقيدة جنوب أفريقي، ولد في 21 سبتمبر 1949 في لندن في المملكة المتحدة.